# Tarzan (musikal)
Tarzan är en musikal skriven av Phil Collins och bygger på boken om Tarzan av amerikanen Edgar Rice Burroughs.
1999 kom den tecknade Disneyfilmen, med samma namn, med musik av Phil Collins. Musikalen om Tarzan är baserad på handlingen och musiken i Disneyfilmen men med ett antal nyskrivna sånger av Collins.
Musikalen hade urpremiär 10 maj 2006 på Richard Rogers Theatre i New York. Europapremiären skedde på Fortis Circus theater i Haag 15 april 2007. 
Emil Sigfridssons uppsättning i Kristianstad var den tredje i hela världen och den första som inte producerats av Disney. Sigfridsson fick chansen att göra musikalen då Disney såg vilken framgång det blev i Kristianstad när han satte upp AIDA (musikal) 2007.
En fjärde uppsättning av Tarzan hade premiär i Tyskland 19 oktober 2008, där huvudrollsinnehavarna utsågs i en TV-show med titeln Ich Tarzan, Du Jane. Vinnaren blev en svensk, Anton Zetterholm. 
En femte uppsättning kommer att turnera runt USA under 2009.